# 取 (佛教)
取，又譯為所取、可取、近取、取著、執受、攝受、執著，音譯為阿波陀那，佛教與印度教術語。

## 字源
取的字面意思為攀爬、抓取。

## 概述
佛教認為，取為十二因緣之一。愛產生取，取產生執著，引起有，導致苦的產生，使人無法解脫，而不能進入涅槃。
大乘佛教《大般涅槃經》中對於所著的事不能放捨就是執著，執著可分我執與我所執，皆因無明煩惱所引。
印度教認為，婆羅門對於物質的偏愛稱為執著。

## 出處
取五取蘊是心的功能之一，載於《雜阿含經·四三經》等：
|  | 佛告比丘，云何取故生著？愚癡無聞凡夫，於色，見是我、異我、相在。見色是我、我所而取。取已，彼色，若變、若異，心亦隨轉。……於受、想、行、識，見我、異我、相在，見識是我、我所而取。取已，彼識，若變、若異，彼心隨轉。心隨轉故，則生取著，攝受心住。住已，則生恐怖、障礙、心亂。以取著故，是名取著。 |

在緣起法中，「愛緣取」，所取者為十二處，於名色等心攀緣馳求，而煩惱生，「取緣有」，輪迴於三界。

## 分類
取統攝一切煩惱，即九十八隨眠加十纏，分為四取，欲取，見取，戒禁取，我語取。